# Программное обеспечение как услуга
SaaS (англ. software as a service — программное обеспечение как услуга; также англ. software on demand — программное обеспечение по требованию) — одна из форм облачных вычислений, модель обслуживания, при которой подписчикам предоставляется готовое прикладное программное обеспечение, полностью обслуживаемое сервис-провайдером. Поставщик в этой модели самостоятельно управляет приложением, предоставляя заказчикам доступ к функциям с клиентских устройств, как правило через мобильное приложение или веб-браузер.
Основное преимущество модели SaaS для потребителя услуги состоит в отсутствии затрат, связанных с установкой, обновлением и поддержкой работоспособности оборудования и работающего на нём программного обеспечения.
В модели SaaS:
- приложение приспособлено для удаленного использования;
- одним приложением пользуется несколько клиентов (приложение коммунально);
- оплата взимается либо в виде ежемесячной абонентской платы, либо на основе объёма операций;
- техническая поддержка приложения включена в оплату;
- модернизация и обновление приложения происходит оперативно и прозрачно для клиентов.

Как и во всех формах облачных вычислений, заказчики платят не за владение программным обеспечением как таковым, а за его аренду (то есть за его использование через мобильное приложение или веб-интерфейс). Таким образом, в отличие от классической схемы лицензирования программного обеспечения, заказчик несет сравнительно небольшие периодические затраты, и ему не требуется инвестировать значительные средства в приобретение прикладной программы и необходимых программно-платформенных и аппаратных средств для его развёртывания, а затем поддерживать его работоспособность. Схема периодической оплаты предполагает, что если необходимость в программном обеспечении временно отсутствует, то заказчик может приостановить его использование и заморозить выплаты разработчику.
С точки зрения разработчика некоторого проприетарного программного обеспечения модель SaaS позволяет эффективно бороться с нелицензионным использованием программного обеспечения, поскольку программное обеспечение как таковое не попадает к конечным заказчикам. Кроме того, концепция SaaS часто позволяет уменьшить затраты на развёртывание и внедрение систем технической и консультационной поддержки продукта, хотя и не исключает их полностью.

## История
Изначально вся компьютерная отрасль использовала арендную бизнес-модель — первые компьютеры стоили огромных денег и их вычислительные мощности сдавались заказчикам. С другой стороны, такую аренду нельзя считать разновидностью SaaS, поскольку заказчики получали доступ к компьютерам напрямую, а не через глобальные телекоммуникационные сети.
Поскольку модель SaaS ориентирована на предоставление услуг посредством сети, её развитие непосредственно связано с развитием глобальных сетей. Первые компании, предлагавшие программное обеспечение как услугу, появились в западных странах в 1997—1999 годах, а акроним SaaS вошел в широкое употребление в 2001 году.

## Ключевые характеристики
Программное обеспечение по требованию обладает следующими ключевыми признаками:
- доступ к программному обеспечению, разработанному в соответствии с моделью ПО как услуга, предоставляется удалённо по сетевым каналам и, как правило, через веб-интерфейс, кроме того, могут использоваться тонкие клиенты и терминальный доступ;
- программное обеспечение разворачивается в центре обработки данных в виде единого программного ядра, с которым работают все заказчики;
- программное обеспечение предоставляется на условиях уплаты периодических арендных платежей;
- обслуживание и обновление программного обеспечения выполняется централизованно на стороне поставщика приложения, предоставляемого как услуга (SaaS);
- стоимость технической поддержки обычно включается в арендную плату.

## Стоимость
Программное обеспечение по требованию предоставляется заказчику в аренду и всегда предполагает периодическую оплату. В качестве единицы тарификации обычно используются пользователи (при предоставлении CRM) или же число записей в базе данных (при предоставлении HRM-системы), реже — какие-то другие функциональные характеристики (например, количество определённых операций или трафик). В некоторых случаях заказчикам предлагаются комбинированные модели, в рамках которых могут дополнительно оплачиваться расширенные функции (например, заказчик может платить за пользователей своих сервисов и за расширенное хранилище данных).
Контракт на аренду SaaS включает в себя не только оплату за использование ПО, но и оплату всех затрат, связанных с поддержкой его работоспособности, обновлением и защитой данных. Ряд поставщиков SaaS предлагает продвинутый вариант контракта на аренду — SLA (Service Level Agreement). В таких контрактах фиксируются параметры, связанные с работоспособностью ПО. Обычно это гарантии доступности ПО в процентах в течение года. Лучшие центры обработки данных способны гарантировать доступность ПО не менее 99,5 % времени за год.
В том случае, если программное обеспечение не требует первоначальной адаптации под потребности заказчика, первоначальный платёж за ПО может отсутствовать вовсе. Данное обстоятельство является важнейшим преимуществом модели SaaS над классическим лицензированием программного обеспечения, которое также, — если лицензия на ПО платная, — требует существенных начальных инвестиций на его закупку. Периодические арендные платежи можно сравнить со стоимостью технической поддержки — обычно они жёстко прописываются в договоре и потому являются предсказуемыми. Тем самым обеспечивается защита инвестиций заказчика в используемый программный продукт.

## Отличия от других моделей
В синонимы терминов SoD и SaaS часто ошибочно заносят термины Hosted Applications и Application Service Provider (ASP), за которыми стоит другая концепция продвижения ПО. Ключевое отличие SaaS от ASP состоит в том, что в рамках модели SaaS заказчик покупает доступ к единому программному ядру, которым пользуются все заказчики. Поставщик SaaS обеспечивает централизованное развитие и полное обслуживание программного ядра. В рамках же модели ASP каждому заказчику предоставляется выделенная инсталляция программного обеспечения, развёрнутая на удалённом сайте поставщика ПО и не доступная сразу нескольким заказчикам.
Многие поставщики утверждают, что они предоставляют SaaS-решение, но используют этот термин весьма небрежно. Именно работа заказчиков с единым программным ядром и его централизованное обслуживание поставщиком SaaS-решения обеспечивает основные положительные свойства SaaS (см. ниже).

## Факторы, способствующие продвижению SaaS
Ключевым фактором, объясняющим экономическую целесообразность SaaS, является «эффект масштаба» — провайдер SaaS обслуживает единое программное ядро, которым пользуются все клиенты, и потому тратит меньшее количество ресурсов в сравнении с управлением отдельными копиями программного обеспечения для каждого заказчика. Кроме того, использование единого программного ядра позволяет планировать вычислительные мощности и уменьшает пиковые нагрузки для отдельных заказчиков. Все это позволяет SaaS-провайдерам существенно снизить стоимость эксплуатации ПО. В результате стоимость услуг для конечного пользователя такого ПО становится ниже издержек, возникающих при использовании классической модели лицензирования (особенно если лицензирование платное).
Другим ключевым фактором является уровень обслуживания SaaS. SaaS-провайдер способен предложить уровень обслуживания и поддержки ПО в работоспособном состоянии, недоступный для внутренних IT-отделов компаний. Это особенно ярко проявляется в случае работы с SaaS-провайдером контракта по SLA-контракту.
В настоящее время можно выделить несколько главных факторов, стимулирующих использование программного обеспечения по требованию заказчиками и развитие данных продуктов разработчиками.

### Положительные факторы SaaS для заказчиков
- Не нужна установка ПО на рабочие места пользователей — доступ к ПО осуществляется через обычный Web-браузер (реже через специальную программу-клиент);
- Радикальное сокращение затрат на развёртывание системы в организации: расходов на аренду помещения, организацию дата-центра, оплату труда сотрудников и т. д.;
- Сокращение затрат на техническую поддержку и обновление развернутых систем (вплоть до их полного отсутствия);
- Отсутствие для заказчика затрат времени на развертывание системы: и начальное, и при обновлении;
- Понятный интерфейс: большинство сотрудников уже привыкли к использованию веб-сервисов;
- Ясность и предсказуемость платежей, защита инвестиций;
- Мультиплатформенность — пользователь не зависит от программно-аппаратной платформы, выбранной разработчиком;
- Возможность получить более высокий уровень обслуживания ПО.

### Положительные факторы SaaS для разработчиков
- Рост популярности веб-сервисов для конечных пользователей;
- Развитие веб-технологий, большие функциональные возможности веб-приложений и простота их реализации;
- Быстрые процессы внедрения и сравнительно низкие затраты ресурсов на обслуживание конкретного клиента;
- Лёгкое проникновение на глобальные рынки;
- Отсутствие проблем с нелицензионным распространением ПО;
- В отличие от классической модели, SaaS-клиент привязывается к разработчику — он не может отказаться от услуг разработчика и продолжать использовать систему. Таким образом, обеспечивается защита инвестиций разработчика в процесс продаж;
- В долгосрочном периоде доходы от SaaS могут превысить доходы от продаж лицензий и оказания технической поддержки (даже с учётом расходов на хостинг и управление приложениями);
- Разработчик выбирает рабочую программно-аппаратную платформу из соображений её технико-экономической эффективности, а не из соображений её распространенности у возможных пользователей ПО.

## Сдерживающие факторы
Наряду с факторами, которые побуждают заказчиков внедрять программное обеспечение по требованию, а разработчиков — инвестировать ресурсы в его создание, существует ряд сдерживающих факторов, ограничивающих использование данной модели.
Во-первых, концепция SaaS применима далеко не для всех функциональных классов систем. Поскольку основная экономия ресурсов SaaS-провайдера достигается за счёт масштаба, SaaS-модели неэффективны для систем, требующих глубокой индивидуализации (адаптации под каждого заказчика), а также инновационных и нишевых решений.
Во-вторых, многие заказчики опасаются применять SaaS из-за соображений безопасности и возможной утечки информации со стороны поставщика SaaS-услуг. Вопросы, связанные с безопасностью, ограничивают использование SaaS-модели в критически важных системах, в которых обрабатывается конфиденциальная информация. С другой стороны, ответственность за утечку информации со стороны разработчика обычно регламентируется соответствующими договорами, и вероятность такой утечки часто ниже, чем при использовании собственных внутренних систем. Этому, помимо прочего, способствует недоступность программно-аппаратного комплекса, на котором развёрнута система, сотрудникам компании.
Третий фактор-ограничитель — необходимость постоянно действующего подключения к Интернету. Некоторые SaaS-продукты компенсируют это наличием модулей для автономной работы.

## Критика SaaS
Сторонники свободного программного обеспечения и, в частности, Ричард Столлман характеризуют «облачные технологии» как эквивалент всеобщего шпионского ПО и большой «задней дверью», так как подобные подходы дают оператору сервера неправомерную власть над оборудованием пользователя.

## SaaS в России
Одним из первых SaaS-решений в России стал антивирус «Доктор Веб», вышедший на рынок в 2007 году. В 2008 году была создана российская ассоциация индустрии SaaS, прошла конференция «SaaS в России». В 2009 году в России было уже около 30 компаний, предлагающих свои IT-решения по схеме SaaS.
Исследовательская компания Parallels оценивала российский рынок SaaS-решений в 2012 году в 5,8 млрд рублей ($174 млн). Согласно данным CNews, в 2022 году объём рынка SaaS составил 75,7 млрд рублей.
В апреле 2024 года был опубликован пятый по счёту ежегодный рейтинг российских поставщиков SaaS-решений, который составляет руководитель проекта «МойСклад» Аскар Рахимбердиев. Для рейтинга прописана методика анализа и источники данных, поэтому эксперты называют его наиболее объективным. Ранжирование осуществляется по объёму годовой выручки. Компании, для который SaaS-решения не являются основной деятельностью, не попадают в данный рейтинг.
| Сервис     | Выручка 2023, млрд руб. | Годовой прирост, % | Прибыль 2023, млрд руб. | Область применения                   |
| ---------- | ----------------------- | ------------------ | ----------------------- | ------------------------------------ |
| 1С-Битрикс | 4,02                    | 49                 | 1,23                    | CRM и совместная работа              |
| Traveline  | 3,83                    | 34                 | 1,59                    | Управление отелем                    |
| iiko       | 2,56                    | 52                 | 0,16                    | Автоматизация общепита               |
| Smartway   | 2,40                    | 168                | 0,80                    | Организация командировок             |
| Mindbox    | 2,08                    | 50                 | 0,002                   | Платформа маркетинга                 |
| Flocktory  | 1,95                    | 108                | 0,39                    | Платформа маркетинга                 |
| MPSTATS    | 1,53                    | 106                | 0,68                    | Аналитика и продажи на маркетплейсах |
| amoCRM     | 1,45                    | 38                 | 0,77                    | CRM                                  |
| МойСклад   | 1,32                    | 34                 | 0,29                    | Автоматизация торговли               |
| YClients   | 1,15                    | 40                 | 0,10                    | Онлайн-запись                        |